# Chadbourn
Chadbourn är en kommun (town) i Columbus County i North Carolina. Vid 2020 års folkräkning hade Chadbourn 1 574 invånare.

## Kända personer från Chadbourn
- Edolphus Towns, politiker